# Felicity Abram
Pour les articles homonymes, voir Abram.
Felicity Abram, née le 16 août 1986 à Brisbane dans le Queensland est une triathlète professionnelle australienne, championne d'Océanie de triathlon en 2013.

## Palmarès
Le tableau présente les résultats les plus significatifs (podium) obtenus sur le circuit international de triathlon depuis 2006,.
| Année | Compétition                                         | Pays             | Position           | Temps           |
| ----- | --------------------------------------------------- | ---------------- | ------------------ | --------------- |
| 2013  | Grand Prix de triathlon - Étape des Sables-d'Olonne | France           | Médaille d'or      | Timing          |
| 2013  | Championnat d'Océanie                               | Nouvelle-Zélande | Médaille d'or      | 2 h 4 min 56 s  |
| 2013  | WTS Auckland                                        | Nouvelle-Zélande | Médaille de bronze | 2 h 8 min 33 s  |
| 2008  | Coupe du monde - Classement Général                 |                  | Médaille d'argent  |                 |
| 2008  | Coupe du monde - l'étape de Tiszaújváros            | Hongrie          | Médaille d'argent  | 2 h 3 min 33 s  |
| 2008  | Coupe du monde - l'étape de Hambourg                | Allemagne        | Médaille d'argent  | 1 h 58 min 10 s |
| 2008  | Coupe du monde - l'étape de Richards Bay            | Afrique du Sud   | Médaille d'argent  | 2 h 3 min 35 s  |
| 2008  | Coupe du monde - l'étape de New Plymouth            | Nouvelle-Zélande | Médaille de bronze | 2 h 1 min 16 s  |
| 2008  | Coupe d'Océanie - l'étape de Gold Coast             | Australie        | Médaille d'argent  | 1 h 58 min 59 s |
| 2006  | Championnat du monde                                | Suisse           | Médaille de bronze | 2 h 5 min 13 s  |
| 2006  | Coupe d'Europe - l'étape de Genève                  | Suisse           | Médaille d'or      | 2 h 14 min 11 s |